# Rue Michelena
La rue Michelena est une rue de Pontevedra (Espagne) située au centre-ville, en bordure de la vieille ville. C'est l'une des principales rues de Pontevedra et l'une des plus commerçantes de la ville.

## Origine du nom
Depuis 1858, la rue est dédiée à José María de Michelena, qui fut nommé gouverneur civil de Pontevedra et président du conseil provincial de Pontevedra le 11 novembre 1851 et qui quitta ses fonctions le 6 mai 1853. Ses grandes initiatives et son activité, ainsi que ses excellentes conditions en tant que gouvernant, lui ont valu d'avoir une rue dans la ville. C'est à lui que l'on doit le projet d'accès à l'église Saint-François avec sa balustrade en fer et son parterre de fleurs sur la place devant l'église.

## Histoire
L'actuelle rue Michelena était un chemin étroit à l'extérieur du périmètre des remparts de Pontevedra, avec un sol en terre battue où l'eau s'accumulait, connu sous le nom de Poza das Rans,.
En 1852, les remparts de Pontevedra ont commencé à être démolis par la porte Trabancas, entre les actuelles places Herrería et Peregrina, ce qui a permis l'ouverture en 1854 de cette rue qui suivait le périmètre des remparts démolis dans sa partie méridionale. Une partie du terrain constructible a été mise à la disposition des habitants de la ville,.
En 1858, la municipalité de Pontevedra a décidé de donner à la rue le nom de José María de Michelena,.
En 1864, les travaux d'aménagement de la rue se sont achevés, lui donnant un aspect similaire à celui qu'elle a aujourd'hui. Des boutiques comme celle des photographes Hermanos Guiard se sont installées dans la rue à partir de 1867. Dans les années 1860, l'avocat, politicien et homme d'affaires Francisco Antonio Riestra Vallaure a acheté plusieurs terrains dans la rue, où il a fait construire quatorze bâtiments, dont l'hôtel particulier du numéro 30. En 1872, la rue Michelena a été l'une des premières de la ville à avoir des trottoirs.
Le 25 juillet 1888, la rue Michelena est devenue la première rue de Galice (avec la rue voisine de la Oliva) à disposer d'un éclairage public, grâce à l'installation d'arcs électriques et de lampes à incandescence. Ce premier réseau électrique galicien est l'œuvre du marquis de Riestra, qui a construit sur la place de la Verdura la première usine électrique du nord-ouest de la Péninsule Ibérique et qui avait obtenu en 1887 un brevet pour un procédé de réglage des dynamos.
Au début du XXe siècle, la rue Michelena était déjà l'une des plus importantes de la ville. Le 1er novembre 1900, les travaux de construction du nouveau bâtiment de la Banque d'Espagne ont commencé au numéro 28 de la rue. Le bâtiment a été conçu par l'architecte José Fermín de Astiz Bárcena et a été inauguré en 1903.
En 1913, le perroquet Ravachol, qui vivait depuis 1891 dans la pharmacie de Don Perfecto Feijoo, dans une maison qui n'existe plus à l'extrémité est de la rue, au coin de la place de la Peregrina, est mort.
De la fin 1924 à 1943, la rue est devenue l'un des principaux lieux de circulation du tramway électrique de la ville, qui a ensuite été remplacé par le service de trolleybus et la circulation automobile.
Le 9 mars 1981, l'emblématique librairie Michelena a ouvert ses portes au numéro 22 de la rue, une référence en Galice pour sa vaste collection qui comptait jusqu'à 70 000 volumes. Elle a fermé ses portes le 30 juin 2010 en raison de la crise économique qui a frappé l'Espagne entre 2008 et 2014,,.
En 1985, la rue était encore l'un des principaux points de trafic routier de la ville et comportait plusieurs voies de circulation. En août 2001, la rue a été fermée à la circulation automobile et est devenue piétonne,.

## Description
Il s'agit d'une rue pavée qui suit le tracé de l'ancienne muraille médiévale au cœur du centre-ville, relativement rectiligne et majoritairement plate d'environ 250 mètres. Sa largeur moyenne est de 10 à 11 mètres.
Il s'agit d'une rue piétonne centrale située en bordure du centre historique, qui relie la place d'Espagne à la place de la Peregrina. Trois rues piétonnes convergent le long de son tracé, d'ouest en est : Marquesa, Général Gutiérrez Mellado et Fernández Villaverde.
La rue Michelena est l'une des principales rues de la ville et l'un de ses centres névralgiques, où l'on trouve des institutions officielles telles que le bâtiment administratif de la mairie ou le bâtiment des offices provinciaux de l'administration périphérique de l'Espagne, ainsi que de nombreux magasins et franchises nationaux et internationaux,.

## Bâtiments remarquables
Le début de la rue coïncide avec la place de la Peregrina et à l'angle entre la place et la rue Michelena se trouvait le bâtiment de la pharmacie de l'apothicaire Perfecto Feijoo où le perroquet Ravachol est mort en 1913 et où se trouve aujourd'hui une sculpture du perroquet réalisée par le sculpteur José Luis Penado en 2006.
Au numéro 28 de la rue se trouve le bâtiment de la Banque d'Espagne. Sa construction a commencé en 1900 et il a été inauguré en 1903. C'est un exemple de l'architecture administrative de l'État espagnol du début du XXe siècle, dans un style éclectique. Son entrée principale se trouve rue Michelena et il possède une cour arrière avec une entrée rue Fernández Villaverde. Les façades du bâtiment sont symétriques et solennelles. La porte principale de la rue Michelena se termine par un arc en plein cintre avec un balcon supérieur en pierre sur des corbeaux. Les éléments en pierre qui encadrent et décorent les fenêtres des façades présentent une décoration géométrique dans la partie supérieure, qui se termine par des arcs surbaissés.
Au numéro 30 de la rue se trouve l'hôtel particulier du marquis de Riestra, construit à la fin du XIXe siècle, où le marquis de Riestra a établi sa résidence et le siège de sa Banque Riestra,,,. Il s'agit d'un édifice éclectique avec des éléments art nouveau. Sa façade présente des galeries, des arcs en fer à cheval et des encadrements décoratifs. Les fenêtres et la porte cochère du rez-de-chaussée sont encadrées par des arcs en plein cintre. Le rez-de-chaussée est entouré d'un socle en granit.
Les bâtiments des numéros 2, 4, 6, 8, 10, 10, 24, 32, 34, 36, 38, 40 et 42 datent du XIXe siècle. Le numéro 2 date de 1853 et était la maison de Manuel Portela Valladares. Le numéro 4 date de 1878 et le numéro 24 était la maison de l'homme politique Alejandro Mon. Au numéro 20 de la rue, le restaurant-tapería La Muralla a intégré au sous-sol un tronçon des remparts médiévaux, qui est devenu un élément supplémentaire de la décoration intérieure
.

## Galerie

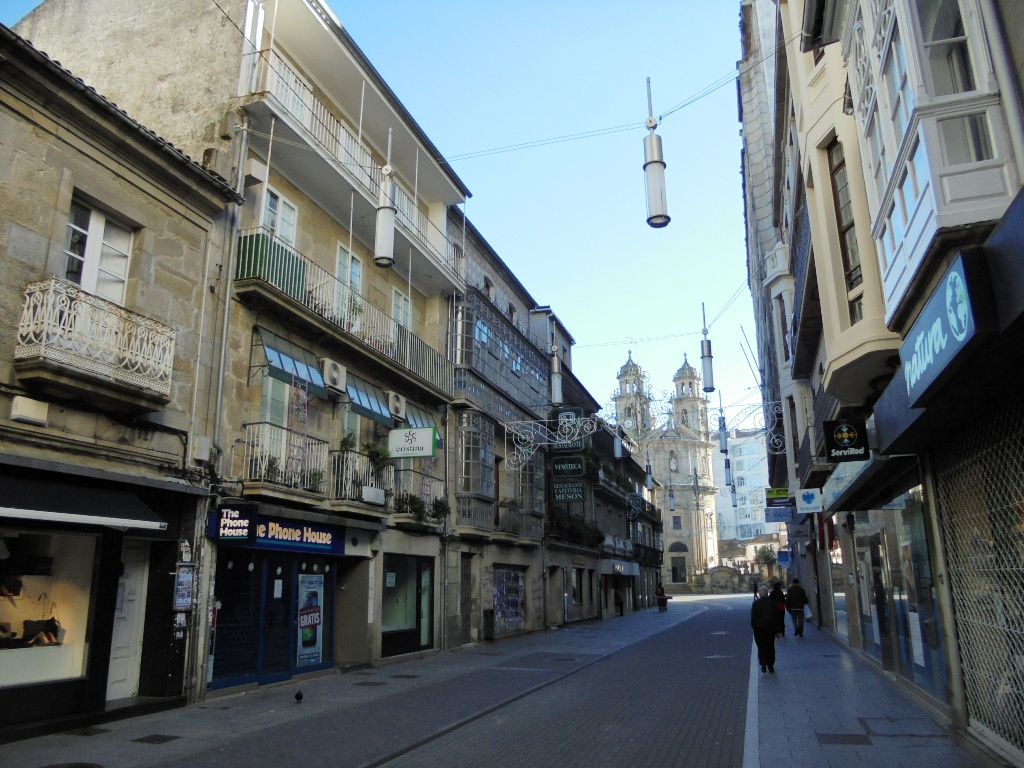
Section de la rue près de la place de la Peregrina
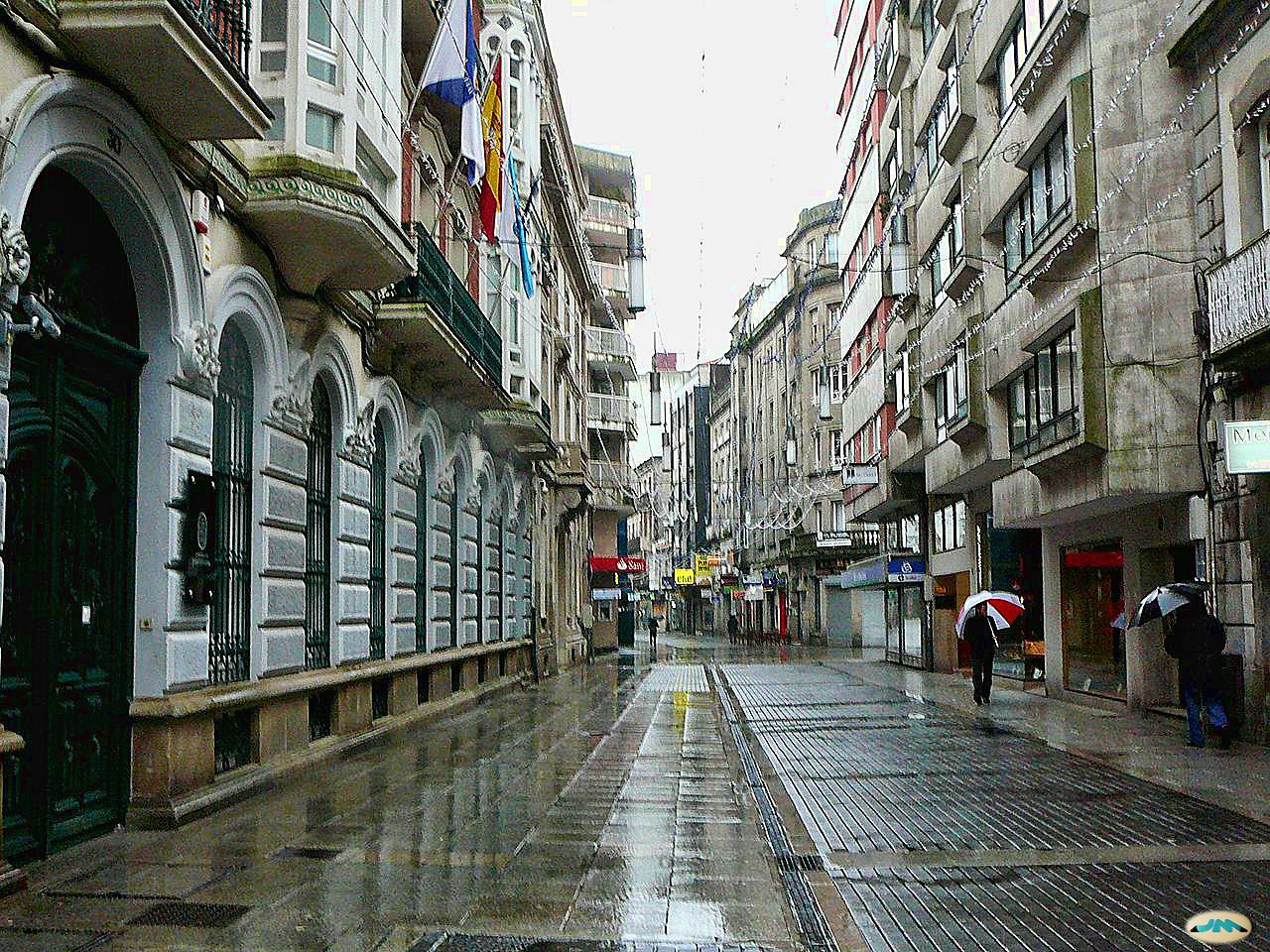
Section de la rue près de la place d'Espagne
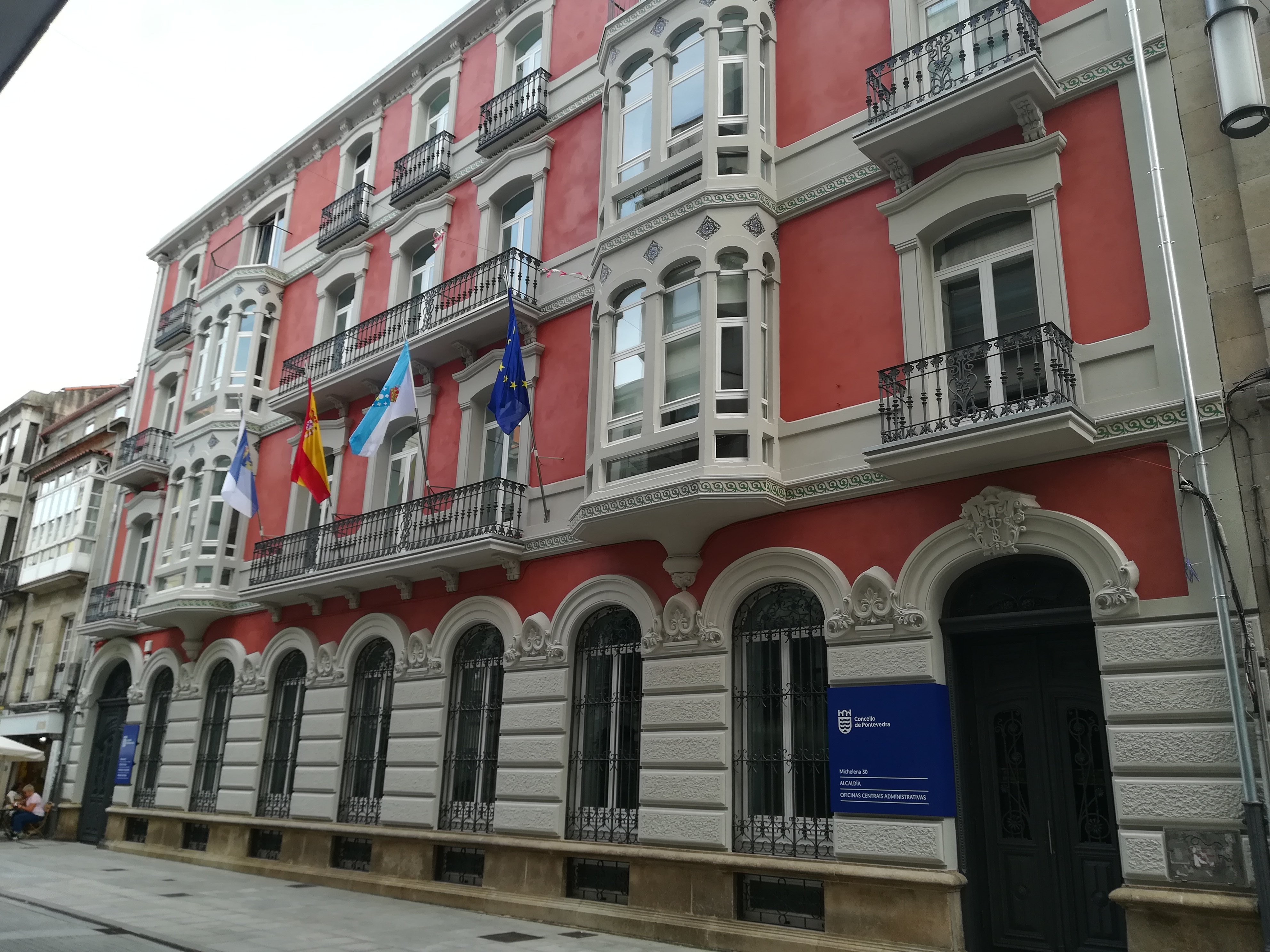
Hôtel du Marquis de Riestra au numéro 30
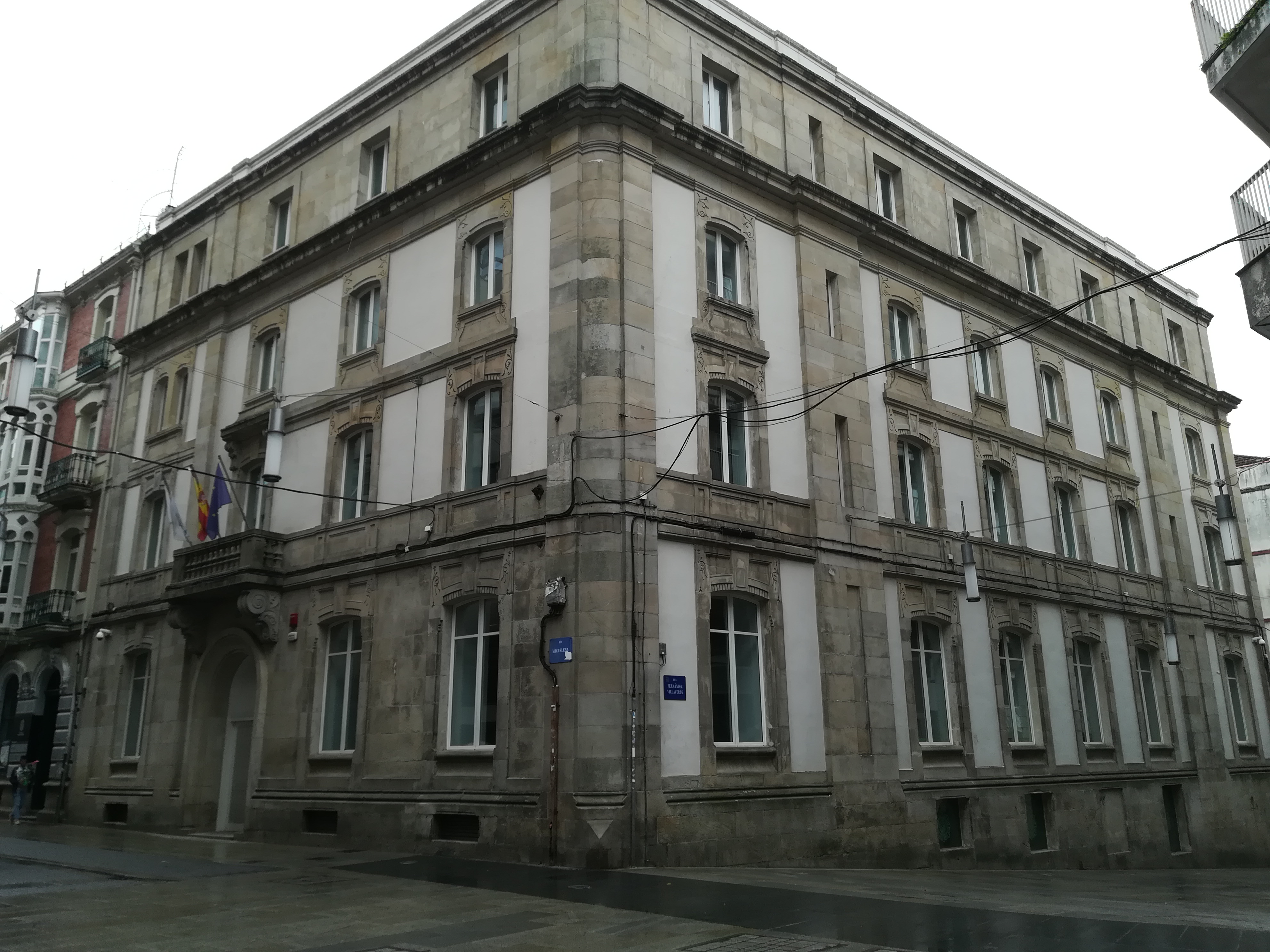
Bâtiment de la Banque d'Espagne au numéro 28
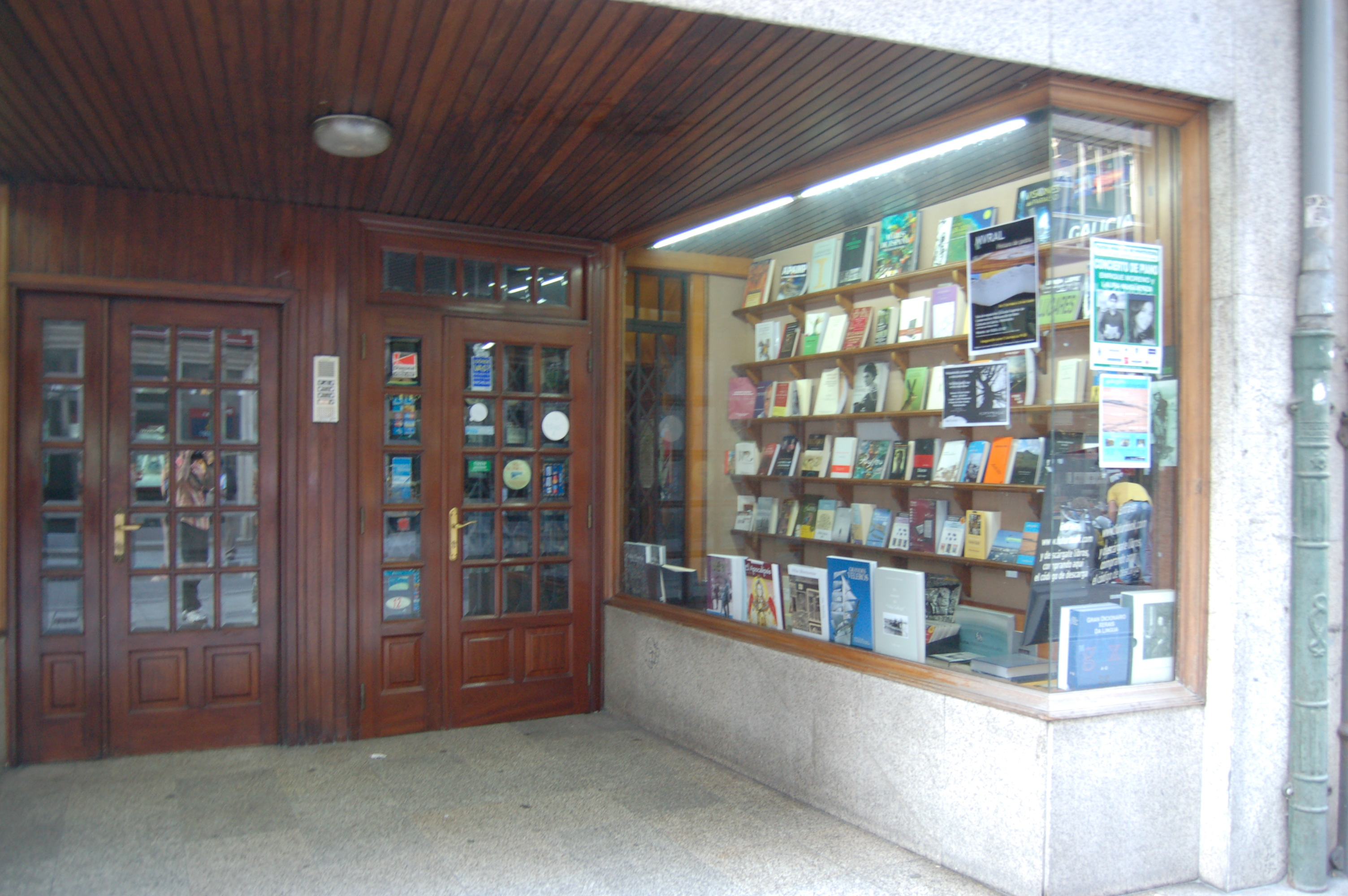
Ancienne librairie Michelena au numéro 22